# Tống Sở Du
Tống Sở Du (tiếng Trung: 宋楚瑜; bính âm: Sòng Chǔyú) là một nhân vật chính trị Đài Loan. Ông sinh tại huyện Tương Đàm, tỉnh Hồ Nam vào ngày 16 tháng 3 năm 1943, năm 1949 theo cha dời sang Đài Loan. Ông từng đảm nhiệm chức vụ Chủ tịch chính phủ tỉnh Đài Loan, tỉnh trưởng tỉnh Đài Loan- tỉnh trưởng dân cử duy nhất từ khi Đài Loan lập tỉnh năm 1885. Sau khi bị Quốc Dân Đảng khai trừ đảng tịch vào năm 1999, ông sáng lập Đảng Thân Dân (Đài Loan) vào năm 2000 đồng thời giữ chức chủ tịch của đảng này. Ông từng vài lần tham dự bầu cử tổng thống Trung Hoa Dân Quốc, năm 2000 với tư cách không đảng phái, năm 2004 với tư cách đảng viên Đảng Thân Dân liên danh Quốc Dân Đảng tranh cử phó tổng thống, năm 2012 với tư cách ứng cử viên tổng thống của Đảng Thân Dân, tuy nhiên đều thất bại. Ngày 6 tháng 8 năm 2015, ông tuyên bố tham dự tranh cử tổng thống Trung Hoa Dân Quốc năm 2016.。